# Crvica (Srebrenica, BiH)
Crvica je naselje u općini Srebrenica, Republika Srpska, BiH.

## Stanovništvo
Nacionalni sastav stanovništva 1991. godine, bio je sljedeći:
ukupno: 473
- Srbi - 469
- Jugoslaveni - 2
- ostali, neopredijeljeni i nepoznato - 2